# Text & Musik
Text & Musik var en musikgrupp från Göteborg som var aktiv cirka 1973–1978.
De sex ursprungliga medlemmarna i Text & Musik är utbildade musiklärare förutom den huvudsaklige sångaren, Magnus Nilsson, som är skådespelare. Text & Musik tonsatte bland annat dikter av poeter som Elmer Diktonius ("Jaguaren") och Göran Sonnevi ("Det måste gå"). Musiken var i olika stilar såsom rock, jazz och visor. De hade också haitisk folkmusik och instrumentala låtar på sin repertoar.
Gruppen gav ut sina skivor på Nacksving, ett politiskt inriktat skivbolag inom proggrörelsen, men var mer inne på poesi än politik.
Text & Musik gjorde en musikpjäs med titeln Det måste hända något, som spelades för skolungdomar i stora delar av Sverige cirka 1976–1977.
Medlemmarna bytte ofta instrument med varandra både på scen och på skiva – på första albumet turas exempelvis fyra personer om att spela trummor – men instrumenten som uppges i listan nedan är vad de huvudsakligen spelade. På det andra albumet hade gruppen utökats med trummisen Tomas Olsson och basisten Hannes Råstam. De ursprungliga medlemmarna återförenades tillfälligt i september 2003.

## Medlemmar
- Thomas Carlsson: elgitarr, valthorn
- Sten Källman: saxofoner, tvärflöjt
- Lars Magnus Larsson: elbas, akustisk gitarr, trumpet
- Magnus Nilsson: sång, akustisk gitarr, trummor
- Hans Nordström: saxofoner, oboe
- Niklas Román: klaviaturinstrument
- Tomas Olsson: trummor (medverkar bara på andra albumet)
- Hannes Råstam: elbas (dito)

## Diskografi
- 1976 – Jaguaren
- 1977 – Stäng inte dörren